# W85
W85 je kineska teška strojnica kalibra 12.7×108 mm. Veoma je slična svojem prethodniku Type 77 (prvi kineski teški mitraljez kalibra 12.7 mm), međutim između njih postoje tehničke razlike. Također, smatra se da su se u Kini nakon objave javnog natječaja, razvijale dvije teške strojnice: W85 i Type 85. Nakon testiranja kineske vojske, pobijedio je Type 85. S druge strane, W85 je nakon toga doživio komercijalni uspjeh na stranom tržištu. Tako je primjerice Norinco prodavao vlastita oklopna vozila naoružana ovom teškom strojnicom dok noviji podaci iz kineskih publikacija govore o novoj QJC-88 strojnici koja je identična modelu W85.
Strojnica ima samo automatski mod paljbe a osim pješaštva mogu ga koristiti oklopna vozila i tenkovi. Prednosti ovog oružja su mala težina i pouzdanost a mana je tanka cijev.

## Korisnici
- NR Kina[2]
- Kambodža[2]
- Kenija[2]
- Sudan[3]
- Šri Lanka[2]
- Tanzanija[2]
- Zambija[2]

## Vanjske poveznice
- QJZ85 / W85 / QJC88 12.7 mm heavy machine gun
- пулемет Type W-85  Arhivirana inačica izvorne stranice od 24. svibnja 2014. (Wayback Machine)